# 프네우마
프뉴마(πνεύμα Pneuma[*])는 "숨 · 호흡"을 의미하는 고대 그리스어 단어이다. 종교적 문맥에서 프네우마는 에센스(essence·스피릿), 영(spirit·스피릿·정신) 또는 영혼(soul)을 뜻한다. 이러한 일반적인 종교적 문맥의 의미 외에도 프네우마는 고대 철학자들과 의학자들에 의해 여러 다른 전문적인 의미로도 사용되었다.

## 철학 및 의학
종교적 문맥의 의미 외에 프네우마는 고대 철학자들과 의학자들에 의해 다음과 같은 여러 전문적인 의미로도 사용되었다.
- 운동 상태의 공기, 숨, 바람:
아낙시메네스가 만물의 근원이라고 생각한 "공기"(ἀήρ·aer·아에르·air)와 동일한 의미이다. 프네우마의 현존하는 용법 중 가장 오래된 것이다.

- 고대 서양 의학의 프네우마: 
고대의 여러 서양 의학 저자들이 기술한, 생체 기관의 조직적 기능에 필수적인 순환하는 공기(air)  갈레노스

- 아리스토텔레스의 동생(同生) 프네우마: 
정자 안에 있는 운동 상태의 따뜻한 공기(air)로 후손에게 운동 능력과 특정한 감각들을 전달한다. 참고: 생체열•호흡열(Vital heat), 아리스토텔레스의 자연발생설(Spontaneous generation), 아리스토텔레스의 《호흡에 대하여(On Breath)》

- 스토아 철학의 프네우마: 
스토아 철학의 개념으로 우주와 신체 안에 존재하는 "생기를 주는 따뜻한 숨"

## 유대교와 기독교
유대교와 기독교에서 프네우마는 70인역 구약 성경과 그리스 신약 성경에서 일반적으로 "영(spirit)"을 의미하는 용법으로 사용되고 있다. 이외에 프네우마는 유대교 · 기독교 · 나스티시즘에서 다음과 같은 용법으로 사용되고 있다.
- 기독교 성령론(Pneumatology)의 프네우마: 
프네우마는 성부·성자·성령의 삼위일체 중 성령(Holy Spirit)을 뜻한다.

- 나스티시즘의 프네우마: 
프네우마는 최고신의 에센스(essence, 스피릿)를 뜻한다.

- 나스티시즘의 뉴매틱스(Pneumatics): 
나스티시즘에서 구분한 세 부류의 사람 중 영적인 사람을 뜻한다.

- 프네우마 아카타르톤(pneuma akatharton): 
프네우마는 악령·귀신을 가리키는 용도로도 사용된다. 프네우마 아카타르톤은 영어 성경의 경우 KJV, NASB, YLT에서는 "unclean spirit"으로 번역되어 있으며 NIV에서는 "evil spirit"으로 번역되어 있다.[2] 한글 성경의 경우, 공동번역에서는 "더러운 악령", 가톨릭성경에서는 "더러운 영", 개역한글에서는 "더러운 귀신", 표준새번역에서는 "악한 귀신"으로 번역되어 있다.[3]

NASB에서 프네우마는 숨(breath)의 의미로 3회, 하느님의 영 또는 성령(Spirit)의 의미로 241회, 영 또는 악령(spirit)의 의미로 101회, 악령들 또는 귀신들(spirits)의 의미로 32회, 영성(spiritual)의 의미로 1회, 바람(wind)의 의미로 1회, 바람들(winds)의 의미로 1회 번역되어 있다.

## 같이 보기
- 영
- 영혼
- 영성
- 성령
- 샥티
- 신
- 신성